# Giovanni Niutta
Don Giovanni Niutta, duca e marchese di Marescotti (Piacenza, 21 dicembre 1879 – Roma, 11 gennaio 1939) è stato un nobile italiano.
Nacque dal nobile Ilario Niutta (figlio di Vincenzo Niutta) e dalla marchesa Elisa Positani; il fratello Ugo fu un noto aviatore. Si sposò con l'altra nobile Margherita Galanti.
Fu sindaco di Napoli dal 23 gennaio 1934 al 10 luglio 1936, con la carica di commissario regio. Fu poi marchese di Marescotti dal 1912.. È stato successivamente anche prefetto di Udine, dal 1º marzo 1938 al 10 gennaio 1939, giorno prima della sua morte avvenuta a Roma.